# 삼나무

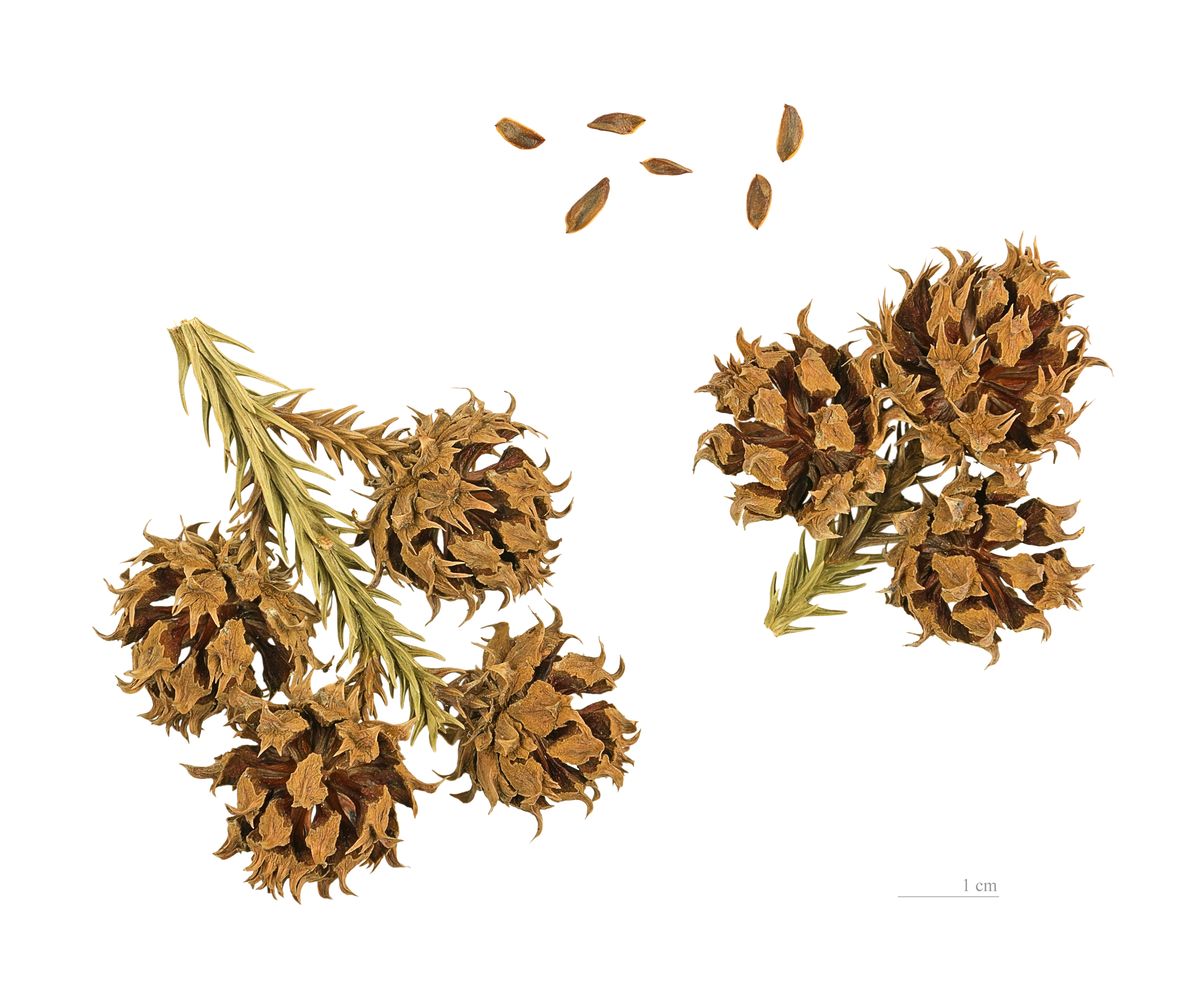
Cryptomeria japonica

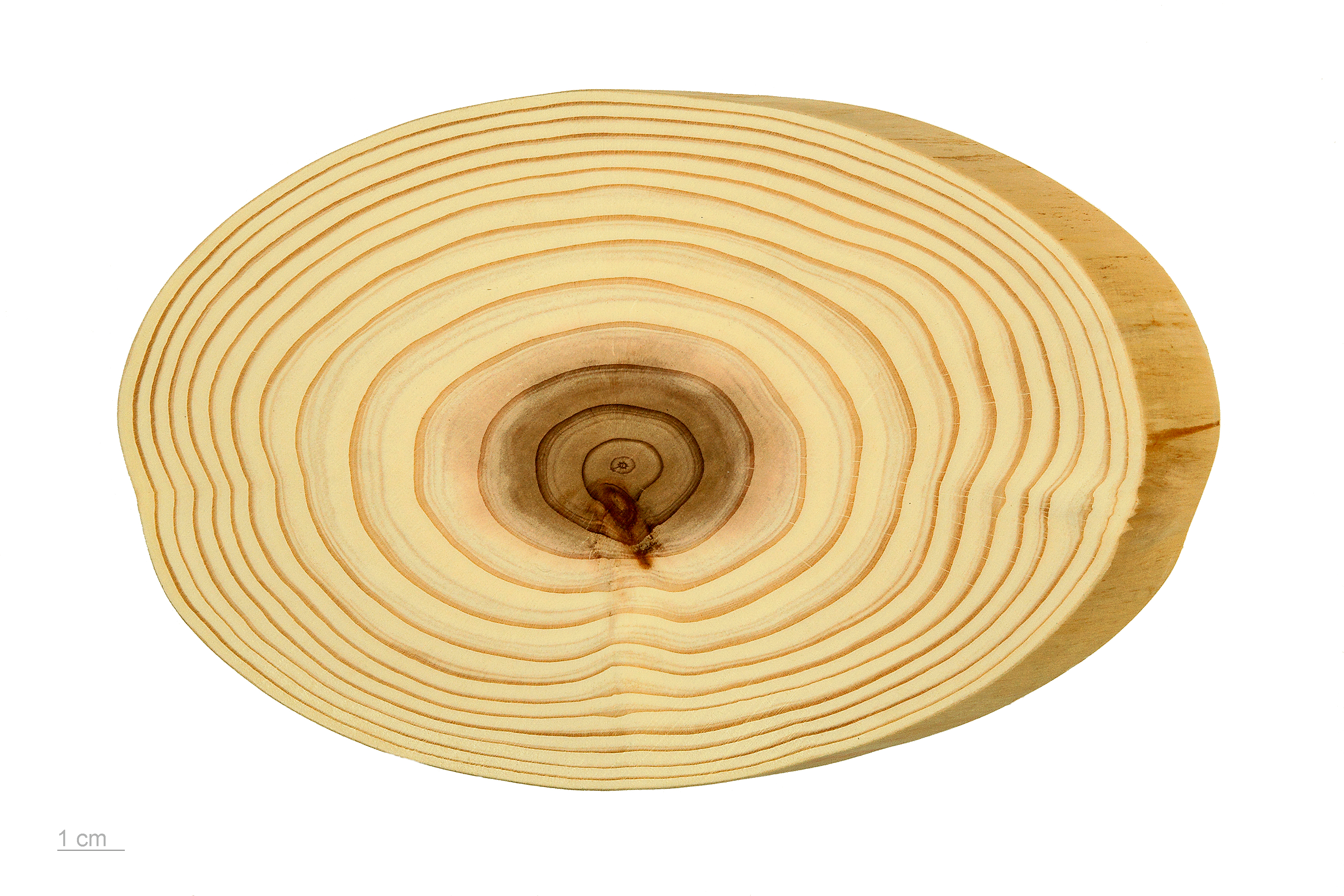
Cryptomeria japonica

삼나무(학명: Cryptomeria japonica 크립토메리아 야포니카[*])는 측백나무과의 나무이다. 일본 원산의 상록교목으로 높이 40m, 지름 1-2m에 이르며, 연평균기온 12∼14°C, 강우량 3,000mm 이상 되는 계곡에서 잘 자란다. 줄기는 곧게 뻗으며 수관은 원뿔모양인데 노목에서는 둥글게 된다. 수피는 적갈색이며, 세로로 갈라져서 가늘고 얇은 조각이 되어 벗겨진다. 잎은 바늘꼴이고 나선모양으로 밀집해서 붙는다. 암수한그루이며 3~4월에 꽃이 핀다. 수꽃은 전년의 작은 가지 끝의 잎겨드랑이에 이삭모양으로 모여서 붙는데 노란색이고 타원형이며, 길이는 5~8mm이다. 암꽃은 전년의 작은 가지 끝에 1개씩 아래를 향해 붙는데, 녹색이고 공모양이며 길이 5~6mm이다. 구과는 목질이고 달걀꼴이며, 길이 2~3cm이다. 처음에는 녹색이지만 10월 무렵 성숙하면 벌어져서 갈색이 된다.
목재는 변재와 심재의 경계가 뚜렷한데, 변재는 백색, 심재는 담홍색 또는 암적갈색이다. 재질이 좋고 특유의 향기가 있어 가구재·건축재·장식재·악기재 등으로 사용된다. 씨는 각 실편 속에 3-6개가 들어 있다.

## 같이 보기
- 나카가와의 빗자루 삼나무
- 조몬 삼나무